# Salari d'equilibri
El salari d'equilibri és un tipus d'equilibri econòmic en el que el salari que no provoca ni un excés d'oferta ni de demanda de treballador, és a dir, és el punt on l'oferta i la demanda de treballadors s'iguala.
És a dir, és el punt on la corba d'oferta de treball s'iguala amb la corba de demanda de treball. El nombre d'hores ofertes pels oferents de treball és exactament igual al nombre d'hores que desitgen les empreses.
Si el salari fos superior, hi hauria un excés d'oferta o excedent de treball que faria baixar el valor del salari d'equilibri. Si el salari fos inferior, i hauria un excés de demanda i s'elevaria el valor del salari d'equilibri.